# Teleologi
Teleologi, av grek. telos "mål" är en filosofisk riktning som innebär att allt kan och bör förklaras med utgångspunkt från dess ändamål.

## Teleologi hos Aristoteles
I Aristoteles filosofi innehar teleologin en central roll, och innebär närmast att det finns ett syfte som varje ting försöker uppnå. Sålunda strävar inanimata objekt efter vila, vilket Aristoteles ansåg förklara att en boll som sätts i rörelse småningom kommer att stanna. Enligt Newtons lagar är detta inte den egentliga anledningen till att bollen stannar. Människans högsta mål är enligt Aristoteles eudaimonia, som närmast kan översättas med "lycka" eller "blomstring", och som förverkligas genom ett liv i enlighet med dygderna.

## Teleologi och uppgiftsanalys
Som en del av studier i bland annat människa-datorinteraktion brukar man tala om uppgifts- och kravanalys. Enligt Diaper och Stanton är metoder som tillämpas inom detta område ofta monoteleologiska, det vill säga de utgår ifrån att systemet har ett unikt syfte som ger upphov till dess mål.

## Lagtolkning
Teleologisk lagtolkning innebär att bestämmelsen tolkas efter sitt ändamål eller syfte.
Den teleologiska metoden, som ibland benämns ändamålstolkning, innebär att man tolkar lagen med utgångspunkt i de ändamål lagstiftningen har. Likt den subjektiva metoden lägger man här stor vikt vid förarbetsuttalanden, men en teleologisk lagtolkning går ett steg längre. Man beaktar även i någon mån rättspolitiska värderingar och, framför allt, en sådan tolkningsmetod kan innefatta ett beaktande av att ändamålet med lagstiftningen förändrats med tiden. När den teleologiska metoden tillämpas är det i första hand på de säregna fallen, där man inte får ledning av lagtext och förarbeten vid tolkningen.